# Акайры
Акайры (устар. Аргайры) — река в России, протекает по Кош-Агачскому району Республики Алтай. Устье реки находится в 16 км от устья реки Кызылчин по правому берегу. Длина реки составляет 15 км.
Высота истока — 2431 м над уровнем моря. Высота устья — 2094,4 м над уровнем моря.

## Данные водного реестра
По данным государственного водного реестра России относится к Верхнеобскому бассейновому округу, водохозяйственный участок реки — Катунь, речной подбассейн реки — Бия и Катунь. Речной бассейн реки — (Верхняя) Обь до впадения Иртыша.